# ديك هاريسون
ديك هاريسون (1881 في المملكة المتحدة - ) (بالإنجليزية: Dick Harrison)‏ هو لاعب كريكت بريطاني. لعب مع نادي مقاطعة دورهام للكريكت ‏ والمقاطعات الوطنية للكريكيت الإنجليزي والويلزي ‏.

## وصلات خارجية
- ديك هاريسون على موقع إي آس بي آن كريك إنفو (الإنجليزية)